# Basilique Sainte-Thècle de Milan
La basilique Sainte-Thècle (italien : basilica di Santa Tecla ; lombard : basilega de Santa Tecla) est une ancienne église basilique paléochrétienne de Milan en Italie.

## Histoire
Selon un certain nombre d'historiens, la construction de la basilique a été ordonnée par l'empereur romain Constant en 345 sous le nom de Basilica Maior. Elle a ensuite été fondée en 350 puis détruite en 1458. 
Des vestiges de la structure ont été découverts sous le Dôme de Milan. Lors des fouilles des tombes peintes du IXe ou Xe siècle ont été découvertes. 